# 노박덕
노박덕(路博德, ? ~ ?)은 전한 중기의 군인으로, 서하군 평주현(平州縣) 사람이다.

## 생애
원수 4년(기원전 119년), 우북평태수 노박덕은 곽거병을 따라서 흉노 정벌에 참여하였고, 이때의 공으로 부리후(符離侯)에 봉해졌다.
원정 5년(기원전 112년), 위위 노박덕은 복파장군(伏波將軍)에 임명되어 남월 정벌에 참여하고 이를 평정하였다. 이듬해에는 해남도를 공략하여 주애(珠崖)·담이(儋耳) 2개군을 설치하였다.
이후 법에 걸려 작위가 박탈되었고, 강노도위(彊弩都尉)에 임명되어 거연(居延)에 주둔하였다.
천한 2년(기원전 99년), 기도위 이릉의 청을 받아들인 무제는 그에게 보병 5천 명을 주고 흉노의 선우를 유인하게 하는 한편, 노박덕으로 하여금 현지에서 이릉을 맞이하여 후미를 따르게 하였다. 노박덕은 자신보다 경력이 한참 밀리는 이릉의 뒤를 따른다는 것을 수치스럽게 여겨, 무제에게 글을 올렸다.
| “ | 가을에는 흉노의 말이 살져 있어, 싸우기에 적합하지 않습니다. 봄까지 기다렸다가 주천·장액에서 5천 명씩 모아 준계산(浚稽山)에서 협공한다면, 선우를 반드시 사로잡을 것입니다. | ” |

즉, 노박덕은 봄에 이릉과 협공하겠다고 한 것이었다. 그러나 무제는 겁을 먹은 이릉이 노박덕에게 글을 써달라고 부탁한 것이라고 오해하여, 이릉을 질책하고는 홀로 준계산에서 정찰하도록 하였다.
노박덕은 강노도위를 지내다가 죽었다.

## 출전
- 사마천, 《사기》 권20 건원이래후자연표·권111 위장군표기열전
- 반고, 《한서》 권17 경무소선원성공신표·권54 이광소건전